# Xã Tomlinson, Quận Logan, Arkansas
Xã Tomlinson (tiếng Anh: Tomlinson Township) là một xã thuộc quận Logan, tiểu bang Arkansas, Hoa Kỳ. Năm 2010, dân số của xã này là 325 người.